# Veronica thymoides
Veronica thymoides är en grobladsväxtart. Veronica thymoides ingår i släktet veronikor, och familjen grobladsväxter.

## Underarter
Arten delas in i följande underarter:
- V. t. hasandaghensis
- V. t. pseudocinerea
- V. t. thymoides